# Melanochromis wochepa
Melanochromis wochepa is een straalvinnige vissensoort uit de familie van de cichliden (Cichlidae). De wetenschappelijke naam van de soort is voor het eerst geldig gepubliceerd in 2009 door Konings-Dudin, Konings & Stauffer.